# گریوسکا
گریوسکا (به صربی: Grivska) یک منطقهٔ مسکونی در صربستان است که در آرییه واقع شده‌است. گریوسکا ۱۶٫۶۷ کیلومتر مربع مساحت و ۲۹۳ نفر جمعیت دارد و ۶۴۹ متر بالاتر از سطح دریا واقع شده‌است.